# Шалонн-сюр-Луар (кантон)
Шалонн-сюр-Луар (фр. Chalonnes-sur-Loire) — кантон во Франции, находится в регионе Пеи-де-ла-Луар, департамент Мен и Луара. Расположен на территории двух округов: девять коммун входят в состав округа Анже, пять — в состав округа Сегре.

## История
Кантон Шалонн-сюр-Луар был создан в 1790 году. В результате административной реформы 2015 года состав кантона существенно изменился: в его состав вошли коммуны упраздненных кантонов Луру-Беконне и Сен-Жорж-сюр-Луар.
С 2015 года состав кантона неоднократно менялся. 28 декабря 2015 года коммуна Ла-Пуэз вместе с коммунами Брен-сюр-Лонгне, Верн-д’Анжу и Жене кантона Тьерсе образовали новую коммуну Эрдр-ан-Анжу. 
1 января 2016 года коммуна Сент-Обен-де-Люинье и Сен-Ламбер-дю-Латте кантона Шемийе-Меле образовали новую коммуну Валь-дю-Лейон, в 2020 году перешедшую в кантон Шемийе-ан-Анжу; коммуна Энгранд вместе с коммуной Ле-Френ-сюр-Луар департамента Атлантическая Луара образовали новую коммуну Энгранд-Ле-Френ-сюр-Луар.
15 декабря 2016 года коммуны Вильмуазан, Ла-Корнюай и Ле-Луру-Беконне образовали новую коммуну Валь-д’Эрдр-Оксанс.

## Состав кантона с 5 марта 2020 года
В состав кантона входят коммуны (население по данным Национального института статистики за 2020 год):
- Бекон-ле-Грани (2 784 чел.)
- Валь-д’Эрдр-Оксанс (4 908 чел.)
- Дене (1 405 чел.)
- Ла-Посоньер (2 448 чел.)
- Рошфор-сюр-Луар (2 307 чел.)
- Сен-Жермен-де-Пре (1 402 чел.)
- Сен-Жорж-сюр-Луар (3 706 чел.)
- Сен-Сижисмон (390 чел.)
- Сент-Огюстен-де-Буа (1 247 чел.)
- Шалонн-сюр-Луар (6 475 чел.)
- Шамтосе-сюр-Луар (1 855 чел.)
- Шодфон-сюр-Лейон (932 чел.)
- Энгранд-Ле-Френ-сюр-Луар (2 687 чел.)
- Эрдр-ан-Анжу (2 001 чел., частично)

## Политика
На президентских выборах 2022 г. жители кантона отдали в 1-м туре Эмманюэлю Макрону 34,1 % голосов против 20,2 % у Марин Ле Пен и 19,6 % у Жана-Люка Меланшона; во 2-м туре в кантоне победил Макрон, получивший 66,8 % голосов. (2017 год. 1 тур: Эмманюэль Макрон — 25,2 %, Франсуа Фийон — 21,8 %, Жан-Люк Меланшон — 18,2 %, Марин Ле Пен — 17,5 %; 2 тур: Макрон — 71,3 %).
С 2015 года кантон в Совете департамента Мен и Луара представляют вице-мэр коммуны Шалонн-сюр-Луар Ален Менго (Alain Maingot) и вице-мэр коммуны Сен-Жермен-де-Пре Мари-Поль Шено (Marie-Paule Chesneau) (оба — Разные правые).
|                | Кандидаты                   | Партия               | Первый тур | Первый тур     | Второй тур | Второй тур |
| Кол-во голосов | Кандидаты                   | Партия               | % голосов  | Кол-во голосов | % голосов  |            |
| -------------- | --------------------------- | -------------------- | ---------- | -------------- | ---------- | ---------- |
|                | Ален Менго Мари-Поль Шено   | Разные правые        | 4 225      | 59,77          | 4 615      | 60,66      |
|                | Беттина Джерруд Теодор Кенг | Левый блок — Зелёные | 2 844      | 40,23          | 2 993      | 39,34      |

|                | Кандидаты                      | Партия                  | Первый тур | Первый тур     | Второй тур | Второй тур |
| Кол-во голосов | Кандидаты                      | Партия                  | % голосов  | Кол-во голосов | % голосов  |            |
| -------------- | ------------------------------ | ----------------------- | ---------- | -------------- | ---------- | ---------- |
|                | Ален Менго Мари-Поль Шено      | Правый блок             | 3 912      | 32,61          | 6 144      | 53,88      |
|                | Кристель Жанно Мартьяль Рюппер | Левый блок              | 3 958      | 32,99          | 5 260      | 46,12      |
|                | Флоранс Доден Гийом Онийон     | Национальный фронт      | 2 405      | 20,05          |            |            |
|                | Жозьян Пебарт Даниэль Фроже    | Разные левые            | 1 202      | 10,02          |            |            |
|                | Жерар Лоран Доминик Фовре      | Коммунистическая партия | 520        | 4,33           |            |            |